# Brunette (rivière)
Pour les articles homonymes, voir Brunette.
La Brunette , Che'tsh lus en langage indigène, River Brunette en anglais, est une rivière, affluent du fleuve Fraser, en Colombie-Britannique, sur la côte ouest du Canada.

## Description
La rivière Brunette traverse East Burnaby, New Westminster et Coquitlam, sortant du lac Burnaby pour rejoindre le Fraser. Selon une carte et des documents du comité consultatif du patrimoine et du comité de gestion de l'environnement et des déchets de la ville de Burnaby (1993), le nombre de traces de campements autochtones découverts sur les rives du Fraser, Burrard Inlet et Deer Lake (en) et certains pétroglyphes suggèrent que la région était fréquentée par les peuples autochtones tels que les Squamish, Musqueam et Kwantlen (en) pour la chasse et la pêche avant l'arrivée des colons européens.
William Holmes est le premier immigrant européen connu pour s'être installé sur les rives de la rivière Brunette près de l'actuelle North Road, en 1860. Selon sa fille Charlotte, les autochtones locaux se réunissaient près de leur ferme chaque année pour attraper et sécher leurs provisions d'hiver de saumon. Elle se souvient que les montaisons de saumons étaient si énormes sur la rivière Brunette que les poissons se pressaient les uns les autres hors de l'eau et, s'ils étaient restés immobiles, "vous auriez pu traverser le ruisseau sans vous mouiller les chaussures".
La rivière a été nommée par Holmes pour sa couleur brune, tourbée.